# Jadson
Jadson, właściwie Jadson Cristiano Silva de Morais (ur. 5 listopada 1991 w Rio de Janeiro) – brazylijski piłkarz występujący na pozycji obrońcy w portugalskim klubie Portimonense SC.

## Kariera klubowa

### Bonsucesso FC
W 2015 rozgrywał mecze w barwach zespołu Bonsucesso FC w lidze Campeonato Carioca, czyli ligowych mistrzostwach stanu Rio de Janeiro.

### Portimonense SC
1 lipca 2015 podpisał kontrakt z portugalskim klubem Portimonense SC. Zadebiutował w nim 22 sierpnia 2015 w meczu LigaPro przeciwko CD Aves (1:1). Pierwszą bramkę zdobył 3 października 2015 w meczu ligowym przeciwko SC Braga B (2:3). W sezonie 2016/2017 wraz z zespołem zdobył mistrzostwo LigaPro i tym samym wywalczył awans do Primeira Liga. W najwyższej klasie rozgrywkowej w Portugalii zadebiutował 20 stycznia 2018 w meczu przeciwko SC Braga (1:2), pełniąc rolę kapitana. Pierwszą bramkę w Primeira Liga zdobył 14 grudnia 2018 w meczu przeciwko Vitórii Setúbal (3:1).

## Statystyki
(aktualne na dzień 7 sierpnia 2020)
| Klub               | Sezon              | Liga               | Liga  | Liga   | Puchar kraju | Puchar kraju | Puchar ligi | Puchar ligi | Suma  | Suma   |
| Klub               | Sezon              | Liga               | Mecze | Bramki | Mecze        | Bramki       | Mecze       | Bramki      | Mecze | Bramki |
| ------------------ | ------------------ | ------------------ | ----- | ------ | ------------ | ------------ | ----------- | ----------- | ----- | ------ |
| Bonsucesso FC      | 2015               | Campeonato Carioca | 15    | 0      | –            | –            | –           | –           | 15    | 0      |
| Bonsucesso FC      | Ogólnie            | Ogólnie            | 15    | 0      | 0            | 0            | 0           | 0           | 15    | 0      |
| Portimonense SC    | 2015/16            | LigaPro            | 35    | 6      | 1            | 0            | 4           | 0           | 40    | 6      |
| Portimonense SC    | 2016/17            | LigaPro            | 22    | 2      | –            | –            | 1           | 0           | 23    | 2      |
| Portimonense SC    | 2017/18            | Liga NOS           | 3     | 0      | 1            | 0            | 1           | 1           | 5     | 1      |
| Portimonense SC    | 2018/19            | Liga NOS           | 21    | 2      | –            | –            | –           | –           | 21    | 2      |
| Portimonense SC    | 2019/20            | Liga NOS           | 31    | 3      | –            | –            | 2           | 0           | 33    | 3      |
| Portimonense SC    | Ogólnie            | Ogólnie            | 112   | 13     | 2            | 0            | 8           | 1           | 122   | 14     |
| Ogólnie w karierze | Ogólnie w karierze | Ogólnie w karierze | 127   | 13     | 2            | 0            | 8           | 1           | 137   | 14     |

## Sukcesy

### Klubowe
Portimonense SC
- Mistrzostwo LigaPro (1x): 2016/2017